# Antonina Pirožkova
Antonina Nikolaevna Pirožkova in russo Антони́на Никола́евна Пирожко́ва? (Krasnyj Jar, 1º luglio 1909 – Sarasota, 12 settembre 2010) è stata un'ingegnere e scrittrice russa. Vedova dello scrittore Isaak Babel'.

## Biografia

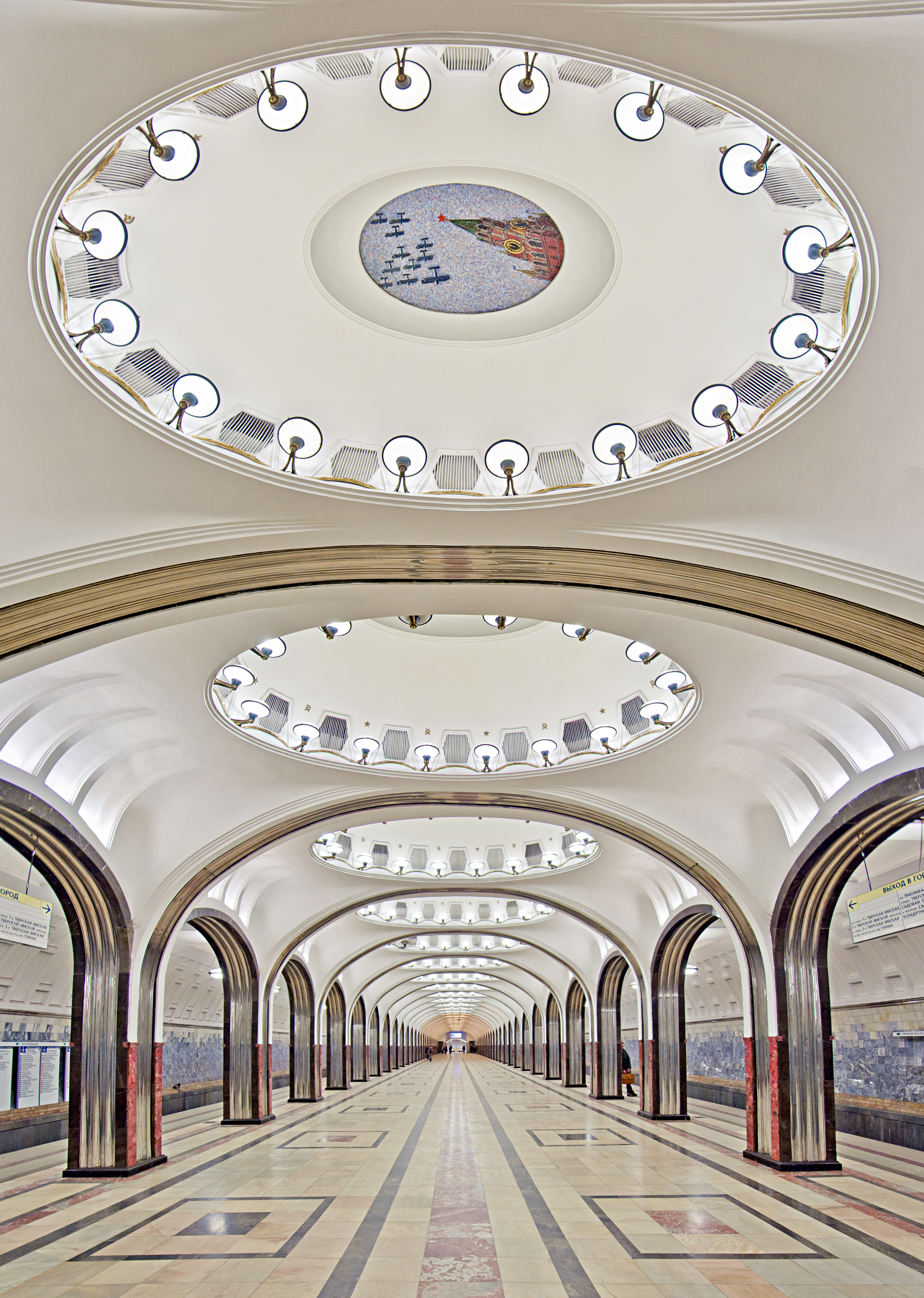
Antonina Pirožkova contribuì alla progettazione della stazione Majakovskaja della Metropolitana di Mosca.

Nata nel villaggio di Krasnyj Jar, Distretto di Mariinskij, Provincia di Tomsk (adesso Oblast' di Kemerovo), nella Siberia occidentale , dopo la morte prematura del padre nel 1923, lavorò come tutor in matematica. Si laureò presso l'Istituto Tecnologico della Siberia “F. Dzeržinskij” nel 1930. Lavorò nell'ufficio progettazione Kuznetsk, e dopo essersi trasferita a Mosca fu assunta in Metroproekt nel 1934, per poi diventare il capo progettista dell'istituto. Pirožkova fu tra i primi che progettarono la metropolitana di Mosca.
In seguito insegnò presso il Dipartimento di tunnel sotterranei e al MIIT (Istituto Moscovita degli Ingegneri dei Trasporti). Coautore del primo e unico libro di testo per la costruzione di gallerie e sotterranei.
Antonina Pirožkova incontrò Isaak Babel' nel 1932 e si stabilì con lui due anni dopo. La loro figlia, Lydija Isaakovna Babel', nacque nel 1937.
Il 15 maggio 1939 Babel' venne arrestato dagli agenti del NKVD.
Né Antonina né la madre di Babel' riuscirono ad ottenere notizie della sua morte, avvenuta per fucilazione il 27 gennaio 1940. Ad ogni domanda avanzata instancabilmente dalla moglie veniva risposto che il marito "è in vita ed è detenuto in un campo di concentramento".
Antonina Pirožkova seppe della morte di Babel' soltanto nel 1954, dopo la morte di Stalin, a conclusione della riabilitazione. Questo dopo che la versione ufficiale le ripetesse come il marito fosse morto nel 1941, durante la guerra.
Nel 1972 curò la raccolta di memorie e materiali in russo "Isaac Babel'. Memorie dei contemporanei ".
Dal 1996 visse in un sobborgo di Washington con la figlia. Pubblicò un libro di memorie sugli anni di vita comune con lo scrittore, apparso in traduzione in inglese («At His Side: The Last Years of Isaac Babel», Steerforth Press, 1996), in italiano («Al suo fianco. Gli ultimi anni di Isaak Babel'», Archinto, 1998) e nel 2001 in russo.
Nel luglio 2010 si recò a Odessa, dove approvò il progetto del monumento da erigere ad Isaak Babel'.
Il 4 settembre 2011, un anno dopo la morte di Antonina Nikolaevna, è stato inaugurato il monumento a Babel'. Alla cerimonia hanno partecipato la figlia Lydia, il nipote Andrej e il pronipote Nikolaj.